# Georg-Trakl-Preis für Lyrik
Der Georg-Trakl-Preis für Lyrik ist ein Literaturpreis für Lyrik, der von der Stadt Salzburg und dem Land Salzburg anlässlich runder Geburts- und Todestage von Georg Trakl (1887–1914) vergeben wird.
Der Salzburger Landespreis wird an deutschsprachige Lyriker oder als Bundes-Landespreis an österreichische Staatsbürger und in der ehemaligen österreichisch-ungarischen Monarchie Geborene, die sich permanent in Österreich aufhalten, vergeben.
Ziel des erstmals am 3. November 1952 verliehenen Preises ist die Würdigung des lyrischen Gesamtwerks. Der Preis ist mit 10.000 Euro dotiert (Stand: 2019). Zusätzlich kann der Georg-Trakl-Förderungspreis für Lyrik in der Höhe von 3000 Euro an Salzburger Autoren vergeben werden.
In den Jahren, auf die kein runder Geburts- oder Todestag Trakls fällt, wird seit 1993 der mit 3000 Euro dotierte Salzburger Lyrikpreis vergeben.
Als 1967 der Preis an die weitgehend unbekannte Gundl Nagl verliehen wurde und das Salzburger Volksblatt deren Gedicht „Zahnweh“ abdruckte, kam es zu einer über mehreren Wochen in der lokalen Presse mit redaktionellen Beiträgen und zahlreichen Leserbriefen geführten Kontroverse zwischen einem an traditionellen Formen des Gedichts orientierten Publikum und den Verteidigern einer „modernen“ Lyrik. Der Streit endete mit einem ganzseitigen Beitrag des Jurors und Laudators Walter Weiss in den Salzburger Nachrichten, in dem er anhand eines Goethe-Gedichts nachwies, dass jede ernsthafte Dichtung bei Klassikern oft nicht mehr wahrgenommene Verständnisprobleme aufweise, die erst die Interpretationsarbeit des Lesers überwinden kann.

## Preisträger
| Jahr | Georg-Trakl-Preis für Lyrik                                             | Georg-Trakl-Förderungspreis                | Salzburger Lyrikpreis |
| ---- | ----------------------------------------------------------------------- | ------------------------------------------ | --------------------- |
| 1952 | Maria Zittrauer, Josef Laßl                                             | Elisabeth Effenberger, Gerhard Amanshauser |                       |
| 1954 | Wilhelm Szabo, Michael Guttenbrunner, Christine Busta, Christine Lavant |                                            |                       |
| 1957 | 1. (Preis) Erna Blaas, 2. Walter Zrenner, 3. Juliane Windhager          | Hans Deißinger, Karoline Brandauer         |                       |
| 1962 | Paula Ludwig, Johann Gunert                                             |                                            |                       |
| 1964 | Christine Lavant                                                        |                                            |                       |
| 1967 | Gundl Nagl                                                              | Felicie Rotter, Franz Braumann             |                       |
| 1970 | Max Hölzer                                                              |                                            |                       |
| 1972 | nicht vergeben                                                          | Peter Coreth, Christian Wallner            |                       |
| 1974 | Ernst Jandl                                                             |                                            |                       |
| 1977 | Friederike Mayröcker, Reiner Kunze                                      | Erwin Einzinger                            |                       |
| 1979 | Ilse Aichinger                                                          | nicht vergeben                             |                       |
| 1982 | Christoph Meckel                                                        | Christoph Wilhelm Aigner                   |                       |
| 1984 | Kurt Klinger                                                            | nicht vergeben                             |                       |
| 1987 | Alfred Kolleritsch                                                      | Susi Grinninger                            |                       |
| 1989 | Julian Schutting                                                        | Wilfried Steiner                           |                       |
| 1992 | Walter Helmut Fritz                                                     | Martin Amanshauser                         |                       |
| 1993 |                                                                         |                                            | Hansjörg Zauner       |
| 1994 | Hans Raimund                                                            | Dietmar Jahnel                             |                       |
| 1996 |                                                                         |                                            | Roswitha Klaushofer   |
| 1997 | Günter Kunert                                                           | Robert Kleindienst                         |                       |
| 1998 |                                                                         |                                            | Lisa Mayer            |
| 1999 | Elfriede Gerstl                                                         | Hans Lutsch                                |                       |
| 2000 |                                                                         |                                            | Brigitte Niederseer   |
| 2002 | Andreas Okopenko                                                        | Martin Tockner                             |                       |
| 2003 |                                                                         |                                            | Christoph Janacs      |
| 2004 | Ferdinand Schmatz                                                       | Petra Nagenkögel                           |                       |
| 2005 |                                                                         |                                            | Christine Haidegger   |
| 2006 |                                                                         |                                            | Bettina Balàka        |
| 2007 | Franz Josef Czernin                                                     | Lisa Mayer                                 |                       |
| 2008 |                                                                         |                                            | Wolfgang Wenger       |
| 2009 | Michael Donhauser                                                       | Michael Burgholzer                         |                       |
| 2012 | Elke Erb                                                                | Christian Lorenz Müller                    |                       |
| 2014 | Waltraud Seidlhofer                                                     | Peter Enzinger                             |                       |
| 2016 |                                                                         | Elke Laznia                                |                       |
| 2017 | Oswald Egger                                                            |                                            |                       |
| 2018 |                                                                         | Bettina Balàka                             |                       |
| 2019 | Hans Eichhorn                                                           |                                            |                       |
| 2021 |                                                                         | Anja Bachl                                 |                       |
| 2022 | Brigitta Falkner                                                        |                                            |                       |
| 2024 | Erwin Einzinger                                                         | Katharina Kiening                          |                       |